# Country Day School
Les Country Day Schools (CDS) sont des écoles américaines situées à la campagne, offrant des programmes de bon niveau mêlant sports et études, mais sans être des pensionnats, de façon à permettre aux enfants de retrouver leur famille le soir. Le mouvement des Country Day Schools tel qu'il existe aujourd'hui est né au XIXe siècle aux États-Unis.

## PrincipalesCountry Day Schools
Les Country Day Schools les plus en vue sont :
- Beaver Country Day School
- Berkshire Country Day School
- Berwick Academy
- Bryn Mawr School
- Canton Country Day School
- Charlotte Country Day School
- Chestnut Hill Country Day School
- Cincinnati Country Day School
- Costa Rica Country Day School
- Cranbrook Kingswood School
- Detroit Country Day School
- Fort Worth Country Day School
- Forsyth Country Day School
- Gilman School
- Green Fields Country Day School
- Greenwich Country Day School
- Keith Country Day School
- Kentucky Country Day School
- The Key School
- Kingswood-Oxford School
- La Jolla Country Day School
- Lake Forest Country Day School
- Lancaster Country Day School
- Madison Country Day School
- St. Louis Country Day School
- Marin Country Day School
- Maumee Valley Country Day School (Toledo (Ohio))
- McDonogh School
- Metairie Park Country Day School
- Newton Country Day School
- Miami Country Day School
- North Shore Country Day School
- The Park School (Buffalo)
- Pembroke-Country Day School
- Phoenix Country Day School
- Poly Prep Country Day School
- Princeton Day School
- Providence Country Day School
- Riverdale Country School
- Roland Park Country School
- Rumson Country Day Schoo
- Rye Country Day School
- Sacramento Country Day
- St. Croix USVI Country Day School
- St. Sebastian's Country Day School
- Seattle Country Day School
- Stuart Country Day School
- The Savannah Country Day School
- Shore Country Day School
- Summit Country Day School
- University School of Milwaukee
- University School